# Date de la mort de Jean Baptiste
Pour un article plus général, voir Décollation de Jean Baptiste.

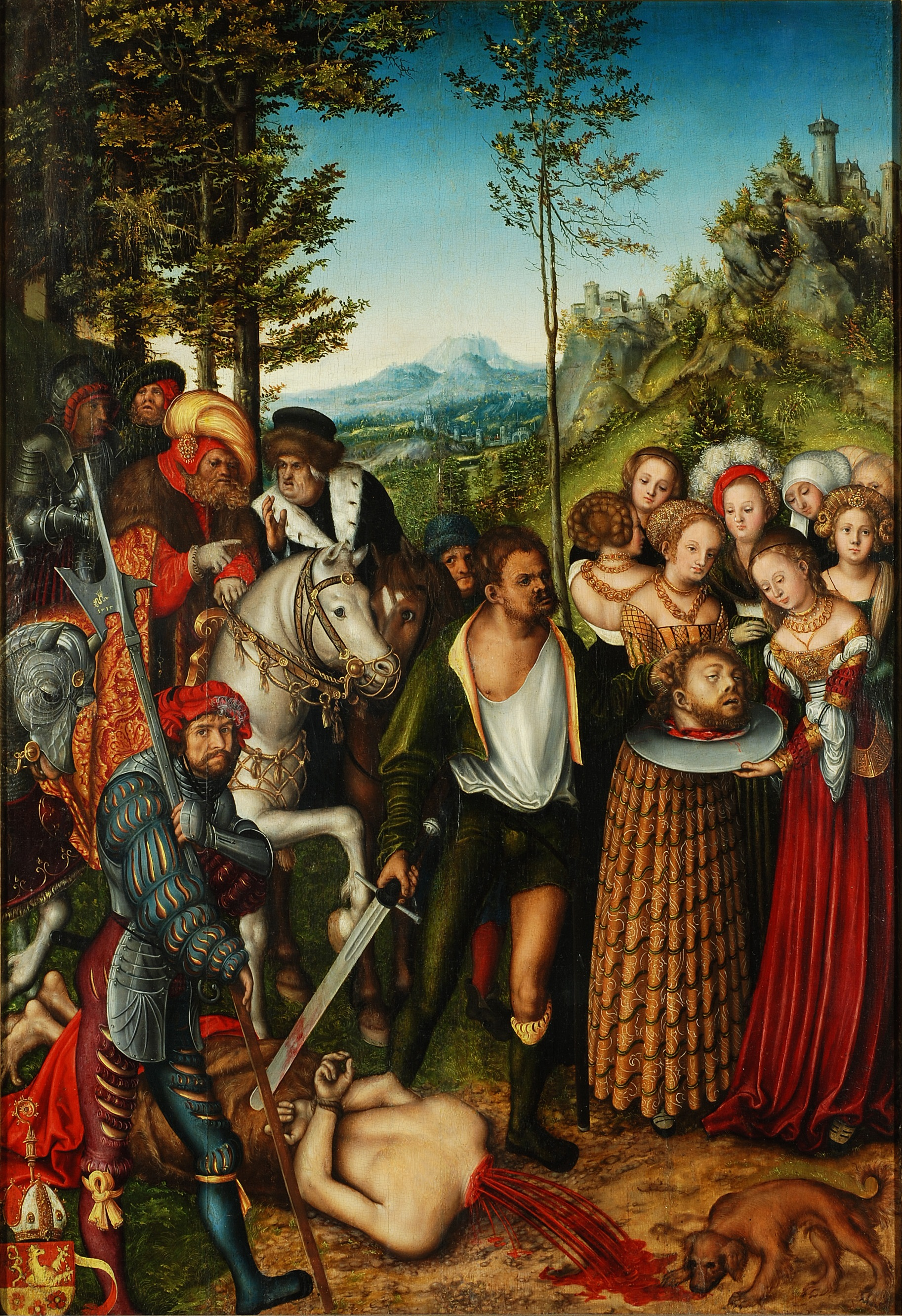
La décollation de Jean-Baptiste (1515) par Lucas Cranach l'Ancien.

La date de la mort de Jean le Baptiste n'est pas connue avec précision. Les seules sources sur son exécution par Hérode Antipas, sont les évangiles synoptiques, et les Antiquités judaïques de Flavius Josèphe. Elle est généralement placée un peu avant la crucifixion de Jésus, elle-même datée, d'après la chronologie que l'on peut déduire du Nouveau Testament, en 30 ou 33.

## Les Évangiles
Selon les évangiles synoptiques, Jean le Baptiste fustige le mariage d'Hérode Antipas avec la femme de son frère Hérode Philippe, Hérodiade : « Il ne t'est pas permis d'avoir la femme de ton frère » (Mc 6,18). En effet, cette union choquait « en raison de l'interdiction légale du mariage avec la femme de son frère » (Lv 18,16, Lv 20,21), que Jean-Baptiste rappelait sans ménagement. À la demande de la fille d'Hérodiade, Salomé, Antipas le fait jeter en prison puis exécuter.
Toujours selon les synoptiques (Mt 14,1-2,Mc 6,14-16Lc 9,7-9, Jean le Baptiste est mis à mort avant Jésus, ce dernier étant pris par Hérode Antipas pour le Baptiste ressuscité.

### Datation de la mort de Jésus
Selon les évangiles, Jésus est crucifié sous la préfecture en Judée de Ponce Pilate, dont on sait par ailleurs qu'elle dure de 26 à 36. D'autres éléments du Nouveau Testament permettent de réduire la fourchette : Luc (3:1) indique que Jean-Baptiste commence sa prédication la quinzième année du règne de Tibère soit vers 28-29, et que celle de Jésus commence peu après. Cette date est corroborée par l'évangile de Jean (Jean2-20), selon lequel au début de la prédication de Jésus, il s'est écoulé 46 ans depuis la construction du temple de Jérusalem, ce qui nous amène en 27-28. La durée de la prédication de Jésus est difficile à préciser, mais va de quelques mois si l'on suit les synoptiques à deux ou trois ans si l'on suit l'évangile de Jean. Par ailleurs, une date tardive est difficilement compatible avec la chronologie de Paul de Tarse tirées des Actes des Apôtres et de ses Lettres (en particulier la lettre aux Galates : « En prenant en compte la datation de Luc pour le début de la prédication de Jean le Baptiste, la période de l'administration de Pilate, et les éléments chronologiques déduits de la Chronologie de Paul, la plupart des historiens se contentent de dire que Jésus a été exécuté entre 29 et 33 ».
Les évangiles indiquent que cette exécution a eu lieu un vendredi, mais pour les synoptiques c'est le lendemain de la Pâque (15 Nisan) alors que pour l'évangile de Jean c'est le jour de la Pâque (14 Nisan). Les historiens retiennent généralement plutôt la version de Jean, car il semble douteux que le procès et l'exécution de Jésus ait pu se dérouler pendant la pâque juive. Les données astronomiques sur la visibilité de la nouvelle lune permettent de savoir que dans la fourchette 29-33, les dates possibles pour un vendredi 14 Nisan sont le 7 avril 30 et le 3 avril 33,.
La date de la mort de Jean le Baptiste est donc généralement placée par les historiens vers 28/29 : Simon Claude Mimouni, Paul Mattei, William Horbury (en), Farah Mébarki, E. Mary Smallwood, Schwentzel, Knut Backhaus, Paul Hollenbach, Werblowski (en) et Wigoder, ou vers 32, dans l'option de la date de mort de Jésus en 33 : Harold Hoehner (en), Charles Puskas et Michael Robbins.

## LesAntiquités judaïques
Jean le Baptiste apparaît fortuitement au XVIIIe livre des Antiquités judaïques, lorsqu'il raconte la défaite des armées d'Hérode Antipas contre celles du roi des Nabatéens Arétas IV. Pour Flavius Josèphe, cette guerre a été déclenchée par la répudiation de Phasaélis, la fille d'Arétas, par Hérode Antipas qui voulait se remarier avec Hérodiade.

« A ce moment il y eut un conflit entre Arétas, roi de Pétra, et Hérode pour la raison suivante. Le tétrarque Hérode avait épousé la fille d'Arétas et vivait avec elle depuis longtemps. Partant pour Rome, il descendit chez Hérode, son frère, fils d'une autre mère, car il était né de la fille du grand pontife Simon. Or, le tétrarque s'éprit de la femme de celui-ci, Hérodiade, qui était la fille d'Aristobule, un autre de ses frères, et la sœur d'Agrippa le Grand; et il eut l'audace de lui parler de l'épouser. Elle y consentit ; ils convinrent qu'elle cohabiterait avec, lui dès son retour de Rome et qu'il répudierait la fille d'Arétas. II s'en alla donc à Rome après avoir conclu ce pacte. Quand il revint, ayant réglé à Rome les affaires pour lesquelles il s'y était rendu, sa femme, instruite de son accord avec Hérodiade, le pria, avant qu'il eût découvert qu'elle savait tout, de l'envoyer à Machaero - sur les confins du territoire d'Arétas et de celui d'Hérode - sans rien dévoiler de ses intentions. Hérode l'y envoya, supposant que sa femme ne se doutait de rien. Mais elle, qui avait envoyé quelque temps auparavant des émissaires à Machaero, lieu dépendant alors de son père, y trouva préparé par le commandant tout ce qui était nécessaire à son voyage. A peine y fut-elle arrivée qu'elle se hâta de gagner l'Arabie, en se faisant. escorter par les commandants de postes successifs ; elle arriva aussi vite que possible chez son père et lui révéla les intentions d'Hérode. Arétas chercha un prétexte d'hostilités dans une contestation au sujet des frontières du territoire de Gamala. Tous deux réunirent leur armée en vue de la guerre et y envoyèrent à leur place des généraux. Une bataille eut lieu et toute l'armée d'Hérode fut taillée en pièces à cause de la trahison de transfuges qui, tout en appartenant à la tétrarchie de Philippe, étaient au service d'Hérode. Hérode manda cette nouvelle à Tibére. Celui-ci, irrité de l'incursion d'Arétas, écrivit à Vitellius de lui faire la guerre et de le ramener enchaîné, s'il le prenait vivant, ou d'envoyer sa tête s'il était tué. Tels furent les ordres donnés par Tibère au proconsul de Syrie. »

— Flavius Josèphe, Antiquités judaïques XVIII,109-119

« Or, il y avait des Juifs pour penser que, si l'armée d'Hérode avait péri, c'était par la volonté divine et en juste vengeance de Jean surnommé Baptiste. En effet, Hérode l'avait fait tuer, quoique ce fût un homme de bien et qu'il excitât les Juifs à pratiquer la vertu, à être justes les uns envers les autres et pieux envers Dieu pour recevoir le baptême ; car c'est à cette condition que Dieu considérerait le baptême comme agréable, s'il servait non pour se faire pardonner certaines fautes, mais pour purifier le corps, après qu'on eût préalablement purifié l'âme par la justice. Des gens s'étaient rassemblés autour de lui, car ils étaient très exaltés en l'entendant parler. Hérode craignait qu'une telle faculté de persuader ne suscitât une révolte, la foule semblant prête à suivre en tout les conseils de cet homme. Il aima donc mieux s'emparer de lui avant que quelque trouble se fût produit à son sujet, que d'avoir à se repentir plus tard, si un mouvement avait lieu, de s'être exposé à des périls. À cause de ces soupçons d'Hérode, Jean fut envoyé à Machaero, la forteresse dont nous avons parlé plus haut, et y fut tué. Les Juifs crurent que c'était pour le venger qu'une catastrophe s'était abattue sur l'armée, Dieu voulant ainsi punir Hérode »

— Flavius Josèphe, Antiquités judaïques XVIII,109-119
« Il est intéressant de noter que Josèphe rend compte l'arrestation et l'exécution de Jean le Baptiste dans le contexte du déclenchement de la guerre entre Antipas et Arétas du fait de son divorce d'avec sa première femme. Autrement dit l'ordre de la narration suggère un lien entre le divorce d'Hérode et l'arrestation de Jean ; le nouveau testament rend ce lien explicite. Alors que dans le nouveau testament, la raison du conflit entre Jean et Antipas est personnelle et morale (Jean fustige son mariage), dans Josèphe la raison est publique et politique (Antipas craint des émeutes) ».
Le premier mari d'Hérodiade et frère d'Antipas est appelé Philippe dans les évangiles de Marc et Matthieu (il n'est pas nommé dans celui de Luc, et Hérode chez Flavius Josèphe). Du fait de cette confusion ce personnage est généralement appelé Hérode Philippe par les exégètes.

## Problématique de la date d'exécution de Jean le Baptiste
Si l'on suit la chronologie des évènements présentée par Flavius Josèphe, l'exécution de Jean le Baptiste a eu lieu entre le mariage d'Antipas et Hérodiade et la défaite d'Antipas contre Arétas. Si la date de la défaite est connue, en 36, « Déterminer [la date du mariage] est problématique. Elle est liée à des questions majeures de l'histoire romaine et juive du premier siècle de notre ère. Parmi les spécialistes ayant travaillé en détail sur ces questions certains ont placé le mariage d'Hérodiade et Antipas en 35, d'autres dans la période entre 27 et 31 et pour d'autres il n'a pas pu avoir lieu après 23 ».
La défaite des armées d'Antipas a lieu avant la mort de Tibère (mars 37) dont l'annonce interrompt la campagne de Lucius Vitellius contre Arétas IV, ordonnée par l'empereur en représailles contre cette attaque et en soutien à Antipas. La bataille entre Arétas et Antipas est généralement datée en 36. Plus précisément, pour E. Mary Smallwood, il semble que la bataille a eu lieu dans la seconde partie de l'année 36 puisque la plainte d'Antipas à Tibère est arrivée, de façon évidente, trop tard pour que la campagne ordonnée par Tibère ait lieu avant l'hiver, Arétas IV et ses alliés ayant profité de l'implication d'Antipas dans la grande conférence qui a eu lieu sur l'Euphrate, après l'été 36, pour celer la victoire romaine sur Artaban III.

### Sources et chronologie chez Josèphe
Une première difficulté est que « pour les princes hérodiens, il est relativement difficile d'apprécier la valeur historique des informations de Flavius Josèphe car, à partir de la mort d'Hérode, il ne dispose plus d'une source comme celle de Nicolas de Damas : on constate que sa documentation sur Archélaos est très faible et qu'il connaît assez peu de choses sur Hérode Antipas comme sur Hérode Philippe ».
Une seconde difficulté est l'ordre chronologique dans les récits de Josèphe. Pour Harold Hoehner, « Josèphe n'est pas toujours chronologique (comme on peut le voir dans le fait que l'accession de Pilate [en 26] est mentionnée avant la fondation de Tibériade [en 21] (Ant. XVIII, 35-54), et par ailleurs son récit de la mort de Jean est un flashback expliquant pourquoi Antipas a été vaincu par Aretas ». Pour E. P. Sanders : « Le problème avec [la théorie de la datation tardive de la mort de Jean] est que dans cette section des Antiquités Judaïques, de nombreux récits ne sont pas en ordre chronologique. elles sont juste précédés de périphrase du type "vers cette époque", "à la même époque", "pendant ce temps" ». Pour Brian C. Dennert « Josèphe place la défaite d'Antipas contre Arétas peu de temps avant la mort de Tibère et donc avant 37, mais il ne donne pas de date pour la mort du Baptiste, et avec la technique en flashback du récit il est difficile d'en donner une date approximative dans l'esprit de Josèphe ».
Pour Étienne Nodet, ces contradictions chronologiques sont dues à l'historique de l'écriture Antiquités Judaïques, Josèphe ayant inséré dans le plan initial plusieurs dossiers créant des doublons et des incohérences.

### Délai entre l'exécution de Jean et la bataille
Christian-Georges Schwentzel résume l'argument : « Si l'on suit la chronologie de Flavius Josèphe, Arétas IV lance son expédition contre le tétrarque en 36, quelques mois avant la mort de Tibère (mars 37). Mais la défaite d'Antipas ayant été considérée comme un châtiment divin que le tétrarque aurait subi pour avoir fait mettre à mort Jean le Baptiste, on en déduit que l'exécution de ce dernier a dû avoir lieu peu de temps auparavant. »
Pour E. P. Sanders, cet argument est « une pure spéculation et un argument faible ». Pour Knut Backhaus, « le lien entre la bataille et les rumeurs religieuses n'est pas lié à la chronologie mais à la mémoire populaire qui tend à donner une longue vie après la mort aux prophètes populaires ». De la même manière, Joel Marcus avance que l' « on ne peut certainement pas conclure que le meurtre du Baptiste par Antipas doit avoir eu lieu peu de temps avant la guerre désastreuse (...) considérée comme une punition pour ce meurtre ».

### Délai entre le mariage et la guerre
Christian-Georges Schwentzel expose la problématique : « À partir de la chronologie qu'on peut déduire des évangiles, on place généralement la mort de Jean Baptiste vers 28/29, avant la crucifixion de Jésus qui a eu lieu vers 30. Arétas aurait-il attendu sept à huit ans pour venger l'affront fait à sa fille ? Ce n'est pas impossible, mais un peu douteux tout de même. »
Pour Gillman « Parce que Arétas vengeait sa fille, certains ont avancé que le mariage d'Antipas et d'Hérodiade avait eu lieu peu avant, donc vers 35. Ce n'est pas un argument irréfutable, cependant. tout d'abord, Arétas peut ne pas avoir agi dans la précipitation, mais avoir plutôt attendu quelques années pour se venger. »
Pour Harold Hoehner, l'idée le texte de Flavius Josèphe implique que la défaite d'Antipas se produise peu de temps après l'exécution de Jean-Baptiste, est une « simple supposition et rien de plus », alors que « Josèphe indique clairement que le divorce marque le début des hostilités et que d'autres incidents, comme les disputes frontalières, qui conduisirent finalement à la guerre.[...] Arétas a certainement attendu la meilleure opportunité, en 36, juste après que les Romains soient entrés en conflit avec Artaban III. [...] »
E. Mary Smallwood explique qu'Arétas aurait attendu une dizaine d'années pour se venger de l'affront qui lui a été fait, car il guettait le moment favorable, qui selon elle est survenu en 36. Comme de nombreux autres historiens, elle estime que pour préparer sa campagne, Arétas a profité du fait que les Romains étaient engagés dans un combat contre les Parthes et leur « roi des rois » Artaban III.
Le récit du voyage à Rome d'Antipas (à l'occasion duquel il rencontre Hérodiade chez son demi-frère, ce qui conduira à la guerre avec Arétas) est placé dans les Antiquités judaïques juste après celui de la mort de Philippe le Tétrarque. Mais la date et la raison de ce voyage à Rome d'Antipas ne sont pas explicitées.
Pour Brian C. Dennert « un autre exemple de la difficulté de déterminer la chronologie des évènements est que le récit de la mort de Philippe est placé avant le mariage d'Antipas avec Hérodiade. Cet ordre présente un bon gouvernant avant de mettre en lumière des actions mauvaises d'Antipas ; cela n'implique pas que le mariage se passe après la mort de Philippe ». Et pour Gillman il n'y a « rien dans Josèphe qui aille dans le sens d'un voyage d'Antipas pour demander les territoires de Philippe. En outre le voyage à Rome en 39, que Josèphe raconte effectivement, n'aurait sans doute eu lieu si Antipas et Hérodiade en avaient fait un sans succès quelques années auparavant »
Pour Gillman, E. Mary Smallwood et Étienne Nodet la date du mariage d'Antipas et d'Hérodiade est à placer vers 23 et au plus tard en 24 sur la base des Antiquités judaïques, car Hérodiade aide financièrement son frère Agrippa Ier à son retour de Rome en 24, et qu'elle ne peut le faire que parce qu'elle est mariée avec Antipas,,. Et pour Étienne Nodet, rien n'empêche même de placer le mariage d'Antipas et Hérodiade et l'exécution de Jean 10 ans encore plus tôt, sous Auguste (mort en 14) voire sous Hérode Archélaos comme l'indique la version slavonne de la Guerre des Juifs.

### Autre datation de la bataille
Pour résoudre l'apparente contradiction chronologique entre les évangiles et Josèphe, Christiane Saulnier a proposé « de déplacer aussi la guerre entre Arétas IV et Antipas vers 29 apr. J-C. Josèphe se serait trompé dans la chronologie ; il y aurait eu confusion de sa part entre deux expéditions dont Tibère chargea successivement Vitellius. Cette hypothèse a été également soutenue par Etienne Nodet en 1985, mais ne l'est plus en 2014, et ne semble pas avoir été reprise depuis.

### Ouvrages
- (en) Harold Hoehner (en), Herod Antipas, Cambridge University Press, 1972 (lire en ligne)
- (en) E. Mary Smallwood, The Jews under Roman rule from Pompey to Diocletian : a study in political relations, Leiden, Brill, 1981, 595 p. (ISBN 90-04-06403-6, lire en ligne).
- Christian-Georges Schwentzel, Hérode le Grand, Paris, Pygmalion, 2011, 321 p. (ISBN 978-2-7564-0472-1).
- (en) Florence Morgan Gillman, Herodias : At Home in that Fox's Den, Liturgical Press, 2003 (lire en ligne)
- (en) Morten Hørning Jensen, Herod Antipas in Galilee : The Literary and Archaeological Sources on the Reign of Herod Antipas and Its Socio-economic Impact on Galilee, Mohr Siebeck, 2010 (lire en ligne)
- (en) Knut Backhaus, « Echoes from the Wilderness: The Historical John the Baptist », dans Tom Holmén & Stanley E. Porter, Handbook for the Study of the Historical Jesus, t. II, Leiden, Brill, 2011 (lire en ligne), p. 1747-1785[43]
- (en) Robert L. Webb, John the Baptizer and Prophet : A Sociohistorical Study, Eugene, Wipf and Stock Publishers, 2006, 2e éd. (ISBN 978-1-59752-986-0)
- (en) Joel Marcus, John the Baptist in History and Theology, Columbia, University of South Carolina Press, 2018 (ISBN 978-1-61117-901-9)

### Articles
- Christiane Saulnier, « Hérode Antipas et Jean le Baptiste: Quelques remarques sur les confusions chronologiques de Flavius Josèphe », Revue biblique, vol. 91,‎ 1984, p. 362-376 (ISSN 0035-0907)
- Etienne Nodet, « Jésus et Jean Baptiste selon Josèphe », Revue biblique, vol. 92,‎ 1985, p. 497-524 (ISSN 0035-0907)
- (en) Nikkos Kokkinos, « Crucifixion in A.D. 36 : The keystone for dating the birth of Jesus », dans Jerry Vardaman & Edwin M. Yamauchi (dir.), Chronos, Kairos, Christos: Nativity and Chronological Studies Presented to Jack Finegan, Winona Lake, IN, Eisenbrauns, 1989 (ISBN 0-931464-50-1, lire en ligne), p. 133 à 164
- Bruce Chilton (en), « John the purifier : his immersion and his death », HTS, vol. 57, nos 1-2,‎ 2001, p. 247-267 (www.hts.org.za/index.php/HTS/article/download/1860/3153)
- Johannes Tromp, « John the Baptist according to Flavius Josephus, and his incorporation in the christian tradition », dans Empsychoi Logoi — Religious Innovations in Antiquity, Brill, 2008 (lire en ligne), p. 135-150
- Etienne Nodet, « Machéronte (Machaerus) et Jean Baptiste », Revue biblique, vol. 121,‎ 2014, p. 267-282 (lire en ligne)